# Sarcomastigophora
Sarcomastigophora (do grego sarkos, carne + mastix, flagelo + phora, possuir) são protozoários unicelulares ou coloniais, autotróficos ou heterotróficos que se movem por meio de flagelos (sub-filo Mastigophora) ou pseudópodes (sub-filo Sarcodina). 

## Classificação
- Filo Parabasilida
  - Subfilo Mastigophora - flagelados
  - Subfilo Opalinata - ciliados
  - Subfilo Sarcodina - amebóides